# Stambelići
Stambelići su naseljeno mjesto u općini Gacko, Republika Srpska, BiH.

## Stanovništvo

### 1991.
Nacionalni sastav stanovništva 1991. godine, bio je sljedeći:
ukupno: 7
- Muslimani - 7 (100%)

### 2013.
Na popisu 2013. godine bilo je bez stanovnika.